# سینمای ارمنستان

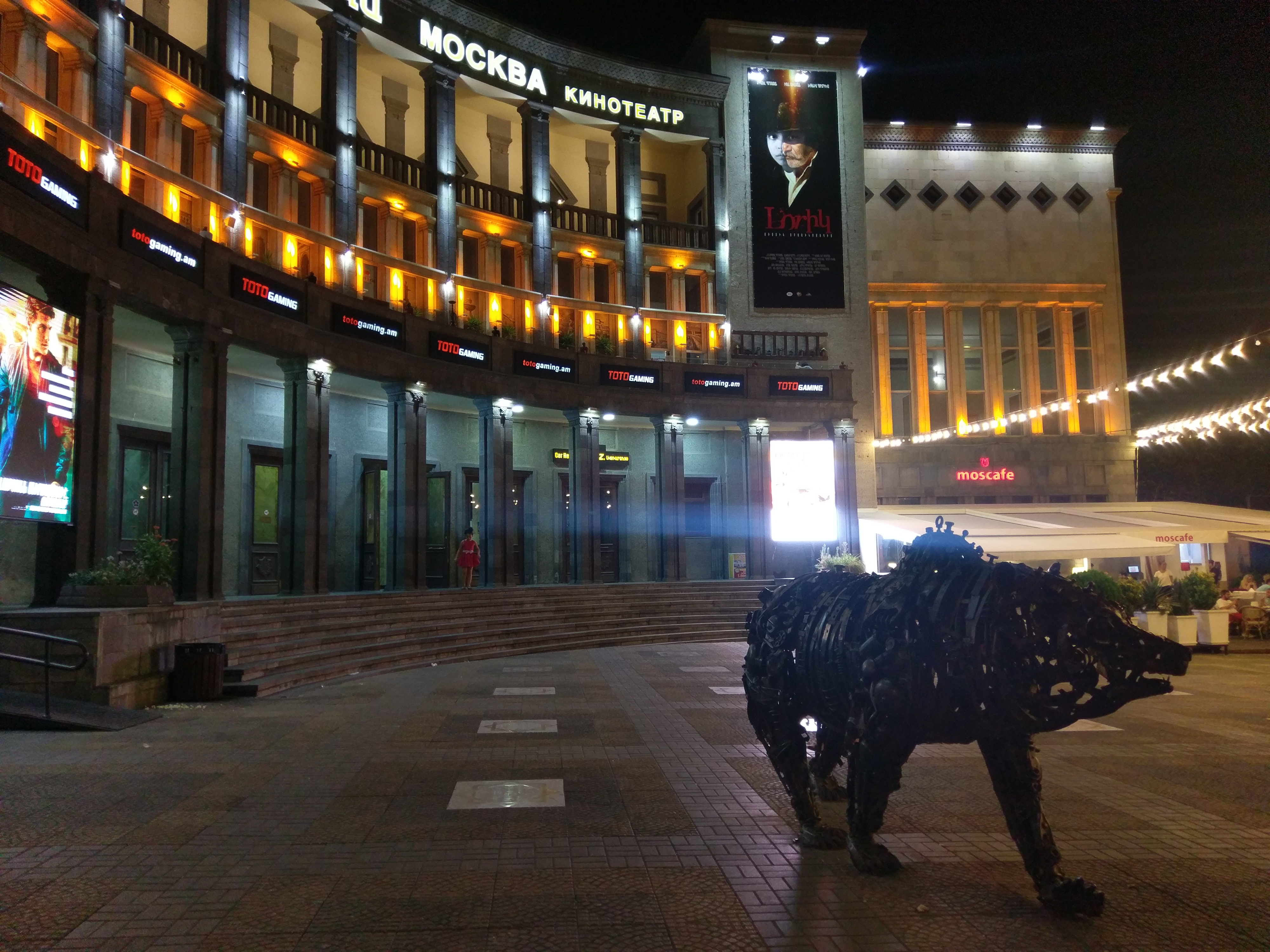
سینما مسکو ایروان میدان شارل آزناوور، خیابان آبوویان

سینمای ارمنستان (به ارمنی: Հայկական կինո) به صنعت سینما در این کشور و همچنین پیشینۀ آن پیش از استقلال اشاره دارد. سینمای جمهوری سابق اتحاد شوروی اگرچه دارای بودجۀ فرهنگ عمومی بودند اما به دلیل فضای بسته و اختناق مرسوم دولت کمونیستی، آنچنان در سینما پیشرو و پیشگام نبودند.
با این حال ارمنستان نسبت به دیگر جمهوری‌ها از ۲ منظر در زمینهٔ سینما رشد داشته‌است: اول اینکه استودیوهای دولتی برای ساخت و سازهای سینمایی بسیار زود در این سرزمین سرو شکل گرفت و دیگر آنکه استعدادهای نابی از دل سینمای ارمنستان قد علم کردند که تا پایان کار سیستم حکومت کمونیستی توانستند کارکنند.

## پیشینه
در ماه مارس ۱۹۲۴ نخستین استودیوی فیلم ارمنی به نام آرمن‌فیلم (به ارمنی: Հայֆիլմ، تلفظ: های‌کینو) در ایروان بنیاد شد و کار خود را با یک فیلم مستند به نام «ارمنستان شوروی» (۱۹۲۴) آغاز کرد.
ناموس (۱۹۲۵) به کارگردانی هامو بیک-نازاریان نخستین فیلم صامت و سیاه و سفید ارمنی بود. داستان این فیلم بر پایهٔ نمایش‌نامه‌ای از آلکساندر شیروانزاده در مورد ناکامی‌های ۲ دلداده است. این دو در کودکی توسط خانواده‌شان نامزد شده بودند ولی به خاطر بی‌ناموسی دختر، پدرش او را به عقد شخص دیگری درآورد. نخستین فیلم صدادار پِپو نام داشت که در سال ۱۹۳۵ توسط هامو بیک-نازاریان ساخته شد.

## دههٔ ۷۰
در زمان اتحاد جماهیر شوروی، کارگردانان ارمنی اجازهٔ پرداختن به موضوع نسل‌کشی ارمنی‌ها را نداشتند. ناهاپِت، محصول سال ۱۹۷۷، نخستین فیلم ارمنی بود که به نسل‌کشی ارمنی‌ها پرداخت.
میان سال‌های ۱۹۴۰ تا ۱۹۵۰ خبری از تولید و ساخت ساز داستانی نبود اما با پایان گرفتن جنگ جهانی دوم کم‌کم تولیداتی مستند و گزارشی توسط آرمن فیلم ساخته شد. در دههٔ ۱۹۶۰ اما با ظهور سرگئی پاراجانف، سینمای ارمنستان نه تنها جانی تازه گرفت بلکه آثار او باعث گردید سینمای این کشور جهانی بشود.
از هم‌نسلان سرگئی پاراجانف که به نوعی سینمای ارمنستان را میان دهه‌های ۱۹۶۰ تا ۱۹۸۰ میلادی راهبری می‌کردند، هنریک مالیان؛ فرونزه دولاتیان و نسل بعدی افرادی مانند آرتاوازد پلشیان و ادموند کئوسیان قابل ذکرند.

## فیلم‌هایی که تمام یا بخشی از آن در ارمنستان واقع شدند[۸]
- آناهیت
- خزپوش
- داویت بک
- روح شیطان
- زاره
- زانگزور
- سلام، این منم!
- شور و شورشور
- قول
- کارو
- کیکوس
- گاه‌شماری
- گیکور
- نازار شجاع
- ناهاپت
- نگهبانان
- ودکا لیموترش
- یه‌وا

## جشنواره‌های سینمایی
جشنواره بین‌المللی فیلم زردآلوی طلایی ایروان مهمترین رویداد سینمایی این کشور است. این جشنواره در سال ۲۰۰۴ از همکاری بنیاد «زردآلوی طلایی»، انجمن منتقدان فیلم ارمنستان و ژورنالیست‌های سینمایی به وجود آمد. بعدتر مورد حمایت وزارت امور خارجه و وزارت فرهنگ ارمنستان قرار گرفت. هدف این جشنواره نمایش فیلم‌های جدیدی است که به تهیه‌کنندگی یا کارگردانی ارمنیان یا افراد با تبار ارمنی در ارمنستان و خارج از آن کشور به وجود آمده‌اند تا خلاقیت و اصالت گسترش شود.

## آمار و ارقام
ارمنستان ۷۰ سالن سینما دارد و سرانه تولید فیلم بلند در این کشور ۵، فیلم کوتاه ۶ و فیلم مستند ۱۵ عدد است. جمعیت سینماروی ارمنستان ۷ میلیون نفر در سال برآورد شده‌است.

## کارگردانان مهم
- هامو بیک-نازاریان
- سرگئی پاراجانوف (۱۹۲۴–۱۹۹۰) (با فیلم رنگ انار)
- میکائیل وارطانوف
- آرتاوازد پلشیان
- هنریک مالیان (۱۹۲۵–۱۹۸۸) (با فیلم ناهپت)
- لوون مکردجیان
- فرونزه دولاتیان (۱۹۲۷–۱۹۹۷)
- آرتاوازد پلشیان
- آتوم اگویان